# Lisova Poleana, Baranivka
Lisova Poleana (în ucraineană Лісова Поляна) este un sat în așezarea urbană Dovbîș din raionul Baranivka, regiunea Jîtomîr, Ucraina.

## Demografie
Componența lingvistică a localității Lisova Poleana
     Ucraineană (100%)
Conform recensământului din 2001, toată populația localității Lisova Poleana era vorbitoare de ucraineană (100%).